# Всюди життя
«Всюди життя» — картина Миколи Ярошенка, написана у 1888 році. Належить до колекції Державної Третьяковської галереї, що у Москві.
На картині зображені в'язні, котрі, зібравшись біля вікна вагона для арештантів, годують голубів. Ідея картини — людяність, яку зберігають у нелюдських умовах.
Центральна група персонажів нагадує Святе сімейство, в ній можна вгадати євангельських персонажів: Мадонну з немовлям, трьох волхвів з дарами у вигляді хлібних крихт.
На першому плані — мати з малою дитиною. «У ній і в дитині є щось за композицією, що нагадує мадонну. Як ніби художник хотів своє глибоке співчуття до матері та дитини виразити в цьому традиційному образі» — пише М. С. Моргунов.
Картина «Всюди життя» була створена Миколою Ярошенком під враженням від оповідання Льва Толстого «Чим люди живі?». Художник поділяв думку про те, що любов є основою життя і що воно завжди там, де є любов, чим і була зумовлена початкова назва «Де любов — там і Бог». Сам Лев Толстой зауважував: «…Яка дивна річ! І так вона багато говорить вашому серцю … Ви відходите від картини зворушеним … На мою думку, все ж кращою картиною, яку я знаю, залишається картина художника Ярошенка „Всюди життя“».
Жодна з картин Миколи Ярошенка не користувалася таким визнанням народу. Жодна не була так поширена в репродукціях, листівках, ілюстраціях. Пройнята ідеями глибокого гуманізму, поваги та співчуття до простих, знедолених людей, вона посіла гідне місце серед найкращих робіт передвижників.
Про картину багато говорили, сперечалися, було зрозуміло, що головна ідея картини — це могутня сила добра, любов до життя, увага і співчуття до принижених та ображених. І хоча М. Ярошенко показав тільки один, на перший погляд, буденний епізод із життя засланців, соціальна насиченість образів — старий селянин, робітник, солдат, інтелігент, мати з невинним малям — розкривала великий суспільний сенс картини. Вона прозвучала звинуваченням не тільки царському суду, а й усьому ладу, всій несправедливій порочності системи — царизму.
М. Ярошенко немов зупинив мить гіркого життя простого, гнобленого народу, заточеного в брудний, обшарпаний, темний і вогкий зелений вагон. Усюди життя, — підкреслює художник, — воно скрізь, воно видніється в іншому вікні вагона, через яке ллється світло літнього дня, але його позбавлені ці прості бідні люди, що потрапили за ґрати.